# Balad (partito politico)
Balad (in arabo التجمع الوطني الديمقراطي‎?, al-Tajammuʿ al-Waṭanī al-Dīmūqraṭī; in ebraico ברית לאומית דמוקרטית‎?, Brit Le'umit Demokratit; lett. "Assemblea Nazionale Democratica") è un partito politico israeliano rappresentativo della minoranza araba. Fondato nel 1995 da Azmi Bishara, il partito espone idee nazionaliste arabe e antisioniste.

## Storia
Il partito venne fondato da un gruppo di intellettuali arabi cristiani e musulmani di sinistra, provenienti in gran parte dalle file di Hadash e guidati da Azmi Bishara. Alle elezioni generali del 1996 Balad si coalizzò con Hadash.
Alle Elezioni parlamentari in Israele del 1999 formò un ticket con il partito Ta'al di Ahmad Tibi e ottenne due seggi. Prima delle elezioni del 2003 il Comitato Elettorale Centrale decide a maggioranza, con lo scarto di un voto, di vietare al partito di concorrere, accusandolo di supportare il terrorismo. Bishara risponde riaffermando la propria convinzione circa il diritto delle persone che subiscono l'occupazione a combatterla, precisando di non aver mai invocato la lotta armata contro Israele e di non supportare la violenza. L'interdizione venne rimossa dalla Corte suprema e il partito ottiene nuovamente 3 seggi. Alle elezioni del 2006 Balad conferma nuovamente i suoi 3 seggi.

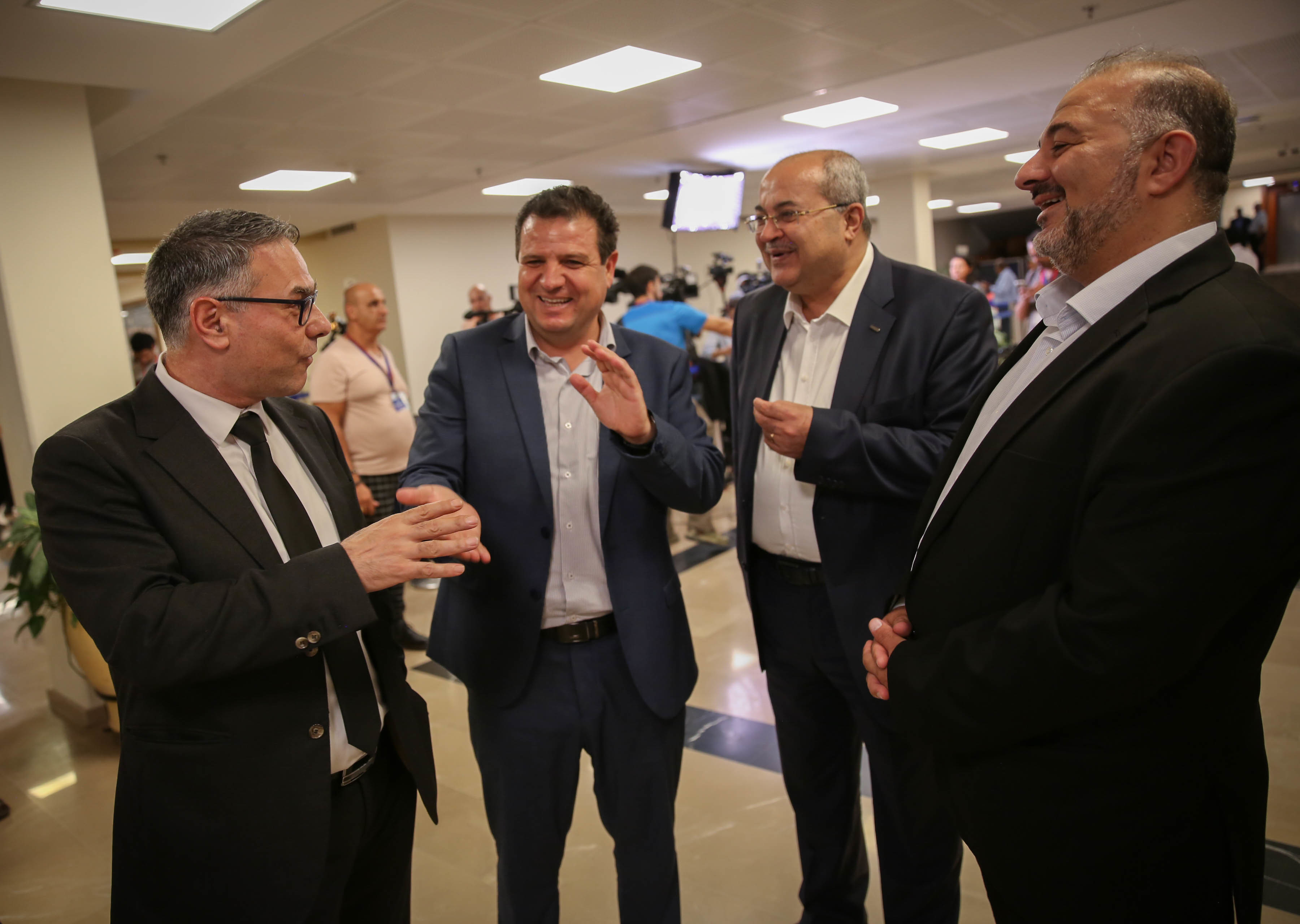
Il leader del partito Mtanes Shehadeh, insieme agli altri leader della Lista Comune, 2019

Nel gennaio 2009 il Comitato Elettorale Centrale vota nuovamente a maggioranza (questa volta con 26 voti contro 3) di impedire al Balad la partecipazione alle elezioni del 2009 con l'accusa di non riconoscere lo Stato di Israele e di fomentare il terrorismo. Il partito risponde denunciando la strumentalizzazione del clima di guerra scaturito dall'Operazione Piombo fuso e la Corte suprema sconfessa la decisione del Comitato Elettorale. Il Balad partecipa così alle consultazioni e ancora una volta ottiene 3 seggi. Alle elezioni del gennaio 2013 il partito ottiene per l'ennesima volta 3 seggi.
In occasione delle elezioni del 2015, quando la soglia di sbarramento viene alzata dal 2% al 3.25%, Balad stringe un'alleanza con Hadash, Ta'al e Lista Araba Unita per formare la Lista Comune, che ottiene 13 seggi alla Knesset, diventando il terzo partito e permettendo a Balad di confermare i suoi 3 seggi.
Alle elezioni dell'aprile 2019 Balad si presenta insieme alla Lista Araba Unita ed ottiene 2 seggi. Nelle successive tornate elettorali viene riconfermata l'alleanza dei 4 partiti arabi per presentarsi come Lista Comune, raggiungendo nel 2020 15 seggi.

## Ideologia
Balad pone enfasi sull'identità araba, accusa lo Stato di Israele di implementare politiche discriminatorie nei confronti della comunità araba e rivendica il riconoscimento degli arabi come minoranza nazionale e una più vasta autonomia per questi in ambito culturale ed educativo. Il partito si batte per l'abolizione dei privilegi riservati alle istituzioni sioniste quali l'Agenzia ebraica e il Fondo Nazionale Ebraico. Balad rivendica una piattaforma politica tesa a trasformare Israele in una democrazia per tutti i cittadini, a prescindere dalla loro identità nazionale o etnica. Si oppone all'idea di uno Stato unicamente ebraico e sostiene la natura binazionale di Israele.
Supporta la definizione di due Stati sulla base dei confini definiti prima della Guerra dei sei giorni, con la costituzione di un unico Stato di Palestina (composto da Striscia di Gaza, Cisgiordania e Gerusalemme est) e l'attuazione della Risoluzione 194 dell'Assemblea generale delle Nazioni Unite sul diritto al ritorno per i rifugiati palestinesi.
A differenza di Hadash, Balad si oppone alla cooperazione con qualsiasi partito sionista, compresi quelli di sinistra e pacifisti come Meretz.

## Attività
L'elettorato del partito è composto dalla componente più laica della minoranza araba in Israele, facendo quindi concorrenza a Hadash. Il partito riserva generalmente il secondo seggio alla Knesset a un candidato cristiano e implementa un sistema di quote per favorire candidate donne. Balad annovera tra i propri membri arabi di tutte le religioni e numerosi ebrei.
Tra le attività del partito vi è la pubblicazione del settimanale Fasl al-Maqal e la promozione di attività culturali dedicate ai giovani, tra i quali campi estivi ed escursioni verso i villaggi arabi palestinesi spopolati nel 1948, e di raccolte fondi per i palestinesi della Cisgiordania e della striscia di Gaza. I campi estivi organizzati dal partito vedono la partecipazione di centinaia di ragazzi provenienti da tutto il paese. I campi estivi di Balad si caratterizzano per i forti riferimenti a simboli tipici del nazionalismo arabo e palestinese, tra i quali Handala, la kefiah, la bandiera palestinese e l'inno Mawtini. I ragazzi vengono suddivisi in squadre che portano i nomi di celebri figure palestinesi, quali Khalil al-Sakakini, Naji al-Ali, Mahmoud Darwish, Edward Said e Fadwa Tuqan e si dilettano in attività musicali e letterarie.

## Leader
- Azmi Bishara (1995–2007)
- Jamal Zahalka (2007–2019)
- Mtanes Shehadeh (2019–2021)
- Sami Abu Shehadeh (2021-)

## Risultati elettorali
| Elezioni       | Voti                  | %                     | Seggi   | +/-     |
| -------------- | --------------------- | --------------------- | ------- | ------- |
| 1996           | Con Hadash            | Con Hadash            | 1 / 120 | -       |
| 1999           | 66.103                | 1.9                   | 2 / 120 | 1       |
| 2003           | 71.299                | 2.26                  | 3 / 120 | 1       |
| 2006           | 72.066                | 2.30                  | 3 / 120 | Stabile |
| 2009           | 83.739                | 2.48                  | 3 / 120 | Stabile |
| 2013           | 97.030                | 2.56                  | 3 / 120 | Stabile |
| 2015           | Nella Lista Comune    | Nella Lista Comune    | 3 / 120 | Stabile |
| Aprile 2019    | Con Lista Araba Unita | Con Lista Araba Unita | 2 / 120 | 1       |
| Settembre 2019 | Nella Lista Comune    | Nella Lista Comune    | 3 / 120 | 1       |
| 2020           | Nella Lista Comune    | Nella Lista Comune    | 3 / 120 | Stabile |
| 2021           | Nella Lista Comune    | Nella Lista Comune    | 1 / 120 | 2       |
| 2022           | 138.093               | 2.90                  | 0 / 120 | 1       |